# Songvårfjorden
Songvårfjorden (tidligere også kaldt Hundsøyfjorden)er en fjord i Søgne kommune i Agder fylke i Norge. Fjorden ligger  i havgabet til Kattegat  mellem en række øer, i området syd for Høllen og selve Søgne. Fjorden har indløb i øst, mellem Songvår fyr i syd og Skarvøya i nord. Den går omkring ti kilometer mod vest til indløbet af Kumlefjorden, nær kommunegrænsen til Mandal.
På sydsiden af fjorden ligger øerne Songvår, Grønningan, Ramnøy, Gjæve, Bøddelen, Drengene, Seiholmen og Vassøyan. På nordsiden af fjorden ligger Skarvøya, som ligger lige syd for Ny-Hellesund, samt Hundsøya, Varholmen, Torsholmen, Lamholmen, Langøya, Geiderøya, Havnøyane og Åløya. 
Fra Songvårfjorden går fjordene Høllefjorden, Torvefjorden, Rivenesfjorden og Trysfjorden mod nord.